# مارتا تسيغلر
مارتا تسيغلر (بالألمانية: Martha Ziegler)‏ (و. 1899 – 1957 م) هي ممثلة مسرحية، وممثلة أفلام ألمانية، ولدت في دارمشتات، توفيت في دارمشتات، عن عمر يناهز 58 عاماً.

## وصلات خارجية
- مارتا تسيغلر على موقع IMDb (الإنجليزية)
- مارتا تسيغلر على موقع ألو سيني (الفرنسية)
- مارتا تسيغلر على موقع أول موفي (الإنجليزية)
- مارتا تسيغلر على موقع قاعدة بيانات الفيلم (الإنجليزية)
- مارتا تسيغلر على موقع كينوبويسك (الروسية)